# Hauptverwaltung Nördlicher Seeweg

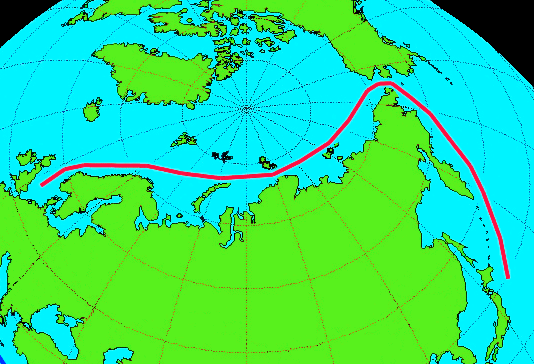
Der nördliche Seeweg

Die Hauptverwaltung Nördlicher Seeweg (russisch Главное управление Северного морского пути Glawnoje uprawlenije Sewernowo morskowo puti bzw. als Akronym Главсевморпуть Glawsewmorput) wurde am 17. Dezember 1932 in Moskau von der Regierung der Sowjetunion beim Rat der Volkskommissare eingerichtet. Sie war für ein riesiges Territorium von acht Millionen Quadratkilometer verantwortlich: im europäischen Teil der UdSSR die Inseln und Gewässer des Nördlichen Eismeeres, im asiatischen Teil das gesamte Gebiet nördlich des 62. Breitenkreises. Damit erstreckte sich ihr Zuständigkeitsbereich von der Kola- bis zur Tschuktschen-Halbinsel und auf dem Wasser von der Barentssee bis zum Beringmeer. Ihr erster Leiter war Otto Schmidt.

## Vorgeschichte
Der Gründung vorangegangen ist die historische Fahrt des Eisbrechers Alexander Sibirjakow unter Kapitän Wladimir Woronin (1890–1952) und Expeditionsleiter Otto Schmidt, die 1932 erstmals die Nordostpassage (russisch: Nördlicher Seeweg) in einer Schifffahrtsperiode bewältigt hatten. Wie anspruchsvoll diese Seeroute allerdings ist, bewies 1934 das Schicksal der Cheliuskin, die bei derselben Aufgabe von den Eismassen in der Tschuktschensee zerdrückt wurde. Der Vorfall demonstrierte, wie schlecht die Bewegung der Eisdecke in der Arktis bis dahin verstanden worden war. Die Sibirjakow hatte den nördlichen Seeweg in West-Ost-Richtung befahren, in umgekehrter Richtung bewältigte erstmals 1934 der Eisbrecher Fjodor Lütke unter Kapitän Nikolai Nikolajew (1897–1958) die Strecke in einer Schifffahrtsperiode.

## Erschließung der Eismeerküste
Prinzipiell war die Nordostpassage also für Zwecke der Wirtschaft und Landesverteidigung ohne Überwinterung schiffbar. Die Hauptverwaltung erhielt vom Zentralkomitee der KPdSU den Auftrag, „den Nördlichen Seeweg vom Weißen Meer bis zur Beringstraße endgültig nutzbar zu machen, ihn auszurüsten, ihn in gutem Zustand zu halten und die Sicherheit der Schifffahrt auf dieser Route zu gewährleisten“. Für diesen Zweck wurden ihr 16 hydrologische Stationen sowie das Arktisinstitut der UdSSR unterstellt. Alle Eisbrecher des Landes wurden in die Flotte der Hauptverwaltung eingegliedert und ab 1938 neue, leistungsstarke Eisbrecher in Serie gefertigt. Zwei Operationsgebiete wurden festgelegt, die durch den 140. Längengrad getrennt wurden. Zum Westabschnitt gehörten die Barentssee, die Karasee und die Laptewsee, zum Ostabschnitt die Ostsibirische See, die Tschuktschensee und das Beringmeer.
Fortan wurden die Mündungen von Ob und Jenissej, sowie Lena und Kolyma regelmäßig von Schiffen angelaufen. Vollständige Seehandbücher mussten erarbeitet und ein Eisdienst eingerichtet werden. Flugplätze wurden eingerichtet und zwei Monate vor Beginn einer Schifffahrtsperiode mit der Eisaufklärung aus der Luft begonnen. Ein Netz von Polarstationen mit Funkverbindung wurde aufgebaut. Intensiv wurde entlang der Eismeerküste nach Bodenschätzen gesucht. Jenseits des Polarkreises entstanden in den 1930er und 1940er Jahren neue Häfen wie Igarka, Dikson und Pewek.
Als Nachfolger von Otto Schmidt wurde 1939 Iwan Papanin als Leiter der Hauptverwaltung Nördlicher Seeweg berufen.

## Krieg in der Arktis
Am 22. Juni 1941 griff das Deutsche Reich die Sowjetunion an. Papanin ließ Kap Schelanija im Norden von Nowaja Semlja und Dikson am Ausgang der Jenissejbucht mit Geschützen ausrüsten. In diesem Jahr waren deutsche U-Boote und Flugzeuge nur in der Barentssee und im Weißen Meer aktiv. Die meisten Schiffe der Hauptverwaltung Nördlicher Seeweg wurden der Weißmeerflottille unterstellt; die Eisbrecher mit Kanonen und Maschinengewehren versehen.
Im Westen war Archangelsk der erste eisfreie Hafen hinter der Front. Dort sollte die Fracht der alliierten Schiffe gelöscht werden, die im Rahmen des „Lend Lease Act“ in die Sowjetunion gebracht wurde. Bis 20 Grad östlicher Länge wurden die aus Schottland und Island kommenden Nordmeergeleitzüge von der britischen Kriegsmarine geschützt, danach wurden sie von der sowjetischen Nordflotte übernommen. In Archangelsk ließ Iwan Papanin die Kaianlagen ausbauen, so dass große Dampfer abgefertigt werden konnten, und neue Häfen an der Dwinamündung in Sewerodwinsk und in Ekonomija anlegen. Die Fahrrinne des Flusses musste beträchtlich vertieft werden. Ekonomija wurde mit einer 43 km langen Bahnlinie angebunden, wofür auf dem sumpfigen Boden der Tundra Tausende von Tonnen Bettungsmaterial ausgebracht wurden. Allerdings gab es noch keine Brücke über die Nördliche Dwina, sodass eine behelfsmäßige Eisenbahnstrecke über den gefrorenen Fluss gebaut werden musste. Auf ihr konnten die entladenen Panzer einzeln übers Eis gebracht werden. Der erste Geleitzug der Alliierten traf am 31. August 1941 in Archangelsk ein, insgesamt kamen in diesem Jahr sieben Geleitzüge durch. In den Kriegsjahren sind insgesamt fünf Millionen Tonnen Nachschub durch Archangelsk gelaufen.
Angesichts der Eislage im Winter 1941 blieb nichts anderes übrig, als auch den Hafen Murmansk nur 40 Kilometer vor der Front wieder in Betrieb zu nehmen. Dort waren alle Hafeneinrichtungen demontiert und abtransportiert worden. Mit 5000 Helfern und 1500 Einwohnern aus der Stadt wurde der Hafen bei beinahe täglichen Bombenangriffen aus Finnland und Norwegen instand gesetzt. Er entwickelte sich während des Kriegs zu einem der am heftigsten umkämpften Objekte im Norden der Sowjetunion. In Murmansk traf der erste Geleitzug im Schutz der Polarnacht am 11. Januar 1942 ein.
1942 wurde das schwerste Kriegsjahr in der Arktis. Nach der Niederlage vor Moskau versuchte das Deutsche Reich den Nachschub über den Nördlichen Seeweg lahmzulegen. Ende Juli 1942 tauchten erstmals deutsche U-Boote in der Arktis auf und griffen sowjetische Polarstationen an. Der schwere Kreuzer Admiral Scheer operierte in der Karasee und versenkte im August die Sibirjakow. Besonders schlimm verlief die Fahrt des Geleitzugs PQ-17 im Juni 1942 von Island nach Murmansk: Von 34 Schiffen kamen nur elf durch. Nach dieser Katastrophe wurden die Geleitzüge erst im September wieder aufgenommen. Im Frühjahr 1943 stellten die Alliierten den Schiffsverkehr für beinahe neun Monate ein.
Auch der Ostabschnitt des Nördlichen Seewegs war strategisch wichtig. US-amerikanische Flugzeuge wurden im Rahmen des Lend Lease Acts von US-amerikanischen Piloten auf die Tschuktschenhalbinsel geflogen und dann von sowjetischen Piloten weiter nach Krasnojarsk gebracht. Dazu mussten Flugplätze mit Treibstofflagern angelegt und versorgt werden. Die Schifffahrt hing von einer gesicherten Kohleversorgung ab, wobei Workuta – trotz der schlechten Qualität seiner Kohle – zum wichtigsten Lieferanten wurde. Die gesamte Route des Nördlichen Seewegs wurde mit Kohlelagern ausgestattet. Noch am 12. August 1944 torpedierte das deutsche U-Boot U 365 bei der Insel Bely den Dampfer Marina Raskowa mit zwei Begleitschiffen, die mit 618 Personen an Bord untergingen. Allerdings gingen in diesem Jahr von 258 Schiffen aus den Geleitzügen auf dem Atlantik nur noch sechs verloren.

## Nachkriegszeit
1946 löste Alexander Afanassjew (1903–1991) Iwan Papanin im Amt des Leiters ab. Nach dem Zweiten Weltkrieg wurden die Expeditionen wieder aufgenommen: 1946 erforschte der Eisbrecher Nordpol die nordöstlichen Meere, die Lütke erkundete 1948 die Karasee und 1955 die Grönlandsee. Seit 1948 wurden auch Flüge in die höhere Atmosphäre unternommen; 1950 wurde wieder eine Eisdriftstation in Betrieb genommen. Zahlreiche neue Eisbrecher wurden gebaut, darunter die Atomeisbrecher Lenin und Arktika. Die Zahl der Forschungsstationen wurde auf über 100 erweitert. Ab 1954 musste die Hauptverwaltung Nördlicher Seeweg zahlreiche Aufgaben an andere Ministerien abgeben; 1970 wurde sie in das Ministerium für Hochseeschifffahrt eingegliedert.